# Atletisme als Jocs Olímpics d'Estiu de 2024 - Salt de perxa femení
La prova de Salt de perxa femenina d'Atletisme als Jocs Olímpics de París 2024 serà la 7a edició de l'esdeveniment en unes Olimpíades. La prova es disputarà entre el 5 i el 7 d'agost del 2024 a l'Stade de France de París.
L'estatunidenca Katie Moon és la vigent campiona de la disciplina olímpica, després de guanyar la medalla d'or als Jocs Olímpics de Tòquio 2020. La medalla de plata la va guanyar la russa Anzhelika Sidorova i la medalla de bronze fou per la britànica Holly Bradshaw.
L'equip dels Estats Units, amb 3 medalles d'or i 2 medalles de plata, és la selecció més guardonada en les 6 edicions que l'esdeveniment ha estat present als Jocs Olímpics. La russa Ielena Issinbàieva, amb 2 medalles d'or i 1 medalla de plata, és l'atleta més guardonada en tota la història de la competició.

## Format
La prova de salt de perxa consisteix a passar per sobre d'una barra horitzontal a gran alçada sense fer-la caure, amb l'ajuda d'una perxa. L'atleta és eliminada de la prova quan no aconsegueix sobrepassar l'alçada després de 3 intents. La competició començarà amb totes les atletes classificades, competint en 2 grups diferents. Com a mínim 12 atletes passaran a la final. Si aconsegueixen superar l'alçada de referència passaran directament a la final i si no ho fan, han de quedar entres les 12 posicions més elevades dels dos grups en general. A la final, les 3 atletes que aconsegueixin superar més alçada, guanyaran les medalles.

## Classificació
Hi ha dues maneres de classificar-se per la prova olímpica. La forma principal és superant la marca estàndard de classificació (que per aquesta edició es troba en els 4,73 metres), en qualsevol prova organitzada o supervisada per la Federació Internacional d'Atletisme, entre l'1 de juliol de 2023 i el 30 de juny de 2024. Depenent dels llocs que sobrin es podran classificar les atletes que no hagin aconseguit aquesta marca mitjançant les places universals i el rànquing atlètic i fent prevaler la diversitat geogràfica. S'ha de tenir en compte que només es podran classificar un màxim de 3 atletes per país i en cas que sigui superior, cada federació haurà d'escollir les 3 saltadores que consideri per participar en les Olimpíades.
| Mètode de classificació | Places | País         | Atleta classificada |
| ----------------------- | ------ | ------------ | ------------------- |
| Marca estàndard - 4.73m | 2      | Estats Units | Katie Moon          |
| Marca estàndard - 4.73m | 2      | Estats Units | Sandi Morris        |
| Marca estàndard - 4.73m | 1      | Austràlia    | Nina Kennedy        |
| Marca estàndard - 4.73m | 1      | Canadà       | Alysha Newman       |
| Marca estàndard - 4.73m | 1      | Eslovènia    | Tina Sutej          |
| Marca estàndard - 4.73m | 1      | Finlàndia    | Wilma Murto         |
| Marca estàndard - 4.73m | 1      | Itàlia       | Roberta Bruni       |
| Marca estàndard - 4.73m | 1      | Nova Zelanda | Eliza McCartney     |
| Marca estàndard - 4.73m | 1      | Regne Unit   | Molly Caudery       |
| Marca estàndard - 4.73m | 1      | Suïssa       | Angelica Moser      |
| Rànquing atlètic        | 1      |              |                     |
| Places universals       | 1      |              |                     |

## Medaller històric
| Posició | País         | Or | Argent | Bronze | Total |
| ------- | ------------ | -- | ------ | ------ | ----- |
| 1       | Estats Units | 3  | 2      | 0      | 5     |
| 2       | Rússia       | 2  | 2      | 2      | 6     |
| 3       | Grècia       | 1  | 0      | 0      | 1     |
| 4       | Cuba         | 0  | 1      | 0      | 1     |
| 4       | Austràlia    | 0  | 1      | 0      | 1     |
| 6       | Regne Unit   | 0  | 0      | 1      | 1     |
| 6       | Nova Zelanda | 0  | 0      | 1      | 1     |
| 6       | Polònia      | 0  | 0      | 1      | 1     |
| 6       | Islàndia     | 0  | 0      | 1      | 1     |